# Europese aanbesteding
Een Europese aanbesteding is een aanbesteding volgens bepaalde Europese richtlijnen.
Een aantal richtlijnen van de Europese Unie verplicht Europese overheden om overheidsopdrachten die een bepaald bedrag te boven gaan uit te schrijven via de procedure van een Europese aanbesteding.

## Richtlijnen
In de EU-richtlijnen wordt onderscheid gemaakt tussen verschillende soorten contracten, zoals getoond in de volgende tabel:
| Soort contract | Voorbeelden                                                                                   | Oude richtlijn |
| -------------- | --------------------------------------------------------------------------------------------- | -------------- |
| Werken         | Infrastructuur, bruggenbouw, scholenbouw, vervaardigen nieuwbouw                              | 93/37/EEG      |
| Leveringen     | Voertuigen, hardware en software, radartoestellen, medische apparatuur                        | 93/36/EEG      |
| Diensten       | Financiële diensten, opleidingen en trainingen, verzekeringen, reclame, communicatie, vervoer | 93/50/EEG      |

Voorheen bestond er voor elk soort contract een aparte richtlijn, maar sinds 2004 zijn die gecombineerd tot richtlijn 2004/18/EG. Die richtlijn geldt voor werken, leveringen en diensten voor nationale, regionale en lokale overheden, met uitzondering van enkele specifieke sectoren. In 2014 werd de richtlijn 2004/18/EG vervangen door de richtlijn 2014/24/EU.
Er is een afzonderlijke richtlijn voor werken, leveringen en diensten aan de specifieke sectoren gas-, water- en energievoorziening, vervoer, postdiensten, winning van brandstoffen, en haven- of luchthavenfaciliteiten (nutsbedrijven) (richtlijn 2014/25/EU). Deze geldt bijvoorbeeld voor de bouw van de vijfde landingsbaan op Schiphol of de levering van gasbuizen. Deze richtlijn vervangt de oude richtlijn 2004/17/EG.

## Uitgangspunten
Het uitgangspunt is dat elke aanbieder in de hele EU een eerlijke kans heeft om een opdracht te verwerven. Als een stadsbestuur in Italië bijvoorbeeld een tunnel wil laten bouwen, mogen ze die opdracht niet onderhands aan een plaatselijke aannemer geven.
De beginselen zijn:
- objectiviteit - elk bedrijf moet op de hoogte kunnen zijn van de te vergeven opdrachten.
- transparantie - de procedures en regels moeten vooraf duidelijk zijn
- non-discriminatie - er moeten objectieve selectiecriteria worden toegepast.

## Wanneer is Europese aanbesteding verplicht
Deze verplichting geldt voor
- de nationale overheid (centrale overheid)
- gemeenten, provincies en waterschappen (decentrale overheid)
- publiekrechtelijke instellingen (Universiteiten, ZBO's)
- water- en energievoorziening, vervoer etc (speciale sectoren)

De procedure kan worden toegepast op:
- opdrachten voor bouwwerken en infrastructurele werken (bijvoorbeeld de aanleg van bruggen en wegen).
- leveringen van goederen, bijvoorbeeld aanschaf van brandweerapparatuur.
- uitvoeren van diensten, bijvoorbeeld het uitvoeren van onderzoek, het drukken van een folder of het maken van een reclamespot.

Voor verschillende soorten opdrachten gelden verschillende drempelbedragen. Voor de centrale overheid is Europees aanbesteden reeds bij lagere drempelbedragen verplicht dan voor andere instanties. Voor de drempelbedragen die gelden van 1 januari 2020 tot en met 31 december 2021 - zie onderstaande tabel:.
|                     | Werken      | Leveringen | Diensten  |
| ------------------- | ----------- | ---------- | --------- |
| Speciale sectoren   | € 5.350.000 | € 418.000  | € 418.000 |
| Centrale overheid   | € 5.350.000 | € 139.000  | € 139.000 |
| Decentrale overheid | € 5.350.000 | € 214.000  | € 214.000 |

## Werkwijze in Nederland
De Europese aanbesteding wordt gepubliceerd in het Publicatieblad van de EU. Krachtens de nieuwe Aanbestedingswet is een aanbestedende dienst verplicht een aankondiging eerst te publiceren op Tenderned. Hiermee zijn alle aanbestedingen van de Nederlandse overheid te vinden op een plek. TenderNed stuurt Europese aankondigingen centraal door naar het platform van de Europese Unie (TED).